# コントラクト・キラー
『コントラクト・キラー』（I Hired a Contract Killer）は、1990年のフィンランド・スウェーデンのコメディドラマ映画。監督はアキ・カウリスマキ、出演はジャン＝ピエール・レオとマージ・クラークなど。自殺しようと考えてプロの殺し屋（コントラクト・キラー）に自分を殺すよう依頼したものの、気が変わって殺し屋から逃げることになった男を描いたブラックユーモアコメディ。

## ストーリー
ロンドンで暮らす孤独なフランス人アンリ（ジャン＝ピエール・レオ）は、15年務めた職場をあっさり解雇されてしまう。絶望して自殺を図るもことごとく失敗した彼は、ギャングのアジトを訪れて自分自身の殺害を依頼する。
死を待つアンリだったが、パブで花売りのマーガレット（マージ・クラーク）に出会って恋に落ち、生きる希望を取り戻す。しかし、殺し屋（ケネス・コリー）はすでに差し向けられていた。

## キャスト
- アンリ（ヘンリー）・ブーランジェ: ジャン＝ピエール・レオ - 孤独なフランス人男性。
- マーガレット: マージ・クラーク（英語版） - 花売りの女性。
- 殺し屋: ケネス・コリー - ガンで余命わずか。
- ヴィク: セルジュ・レジアニ - ハンバーガー屋。
- ギタリスト: ジョー・ストラマー
- 部長: トレヴァー・ボーウェン（英語版） - アンリの上司。
- 秘書: イモジェン・クレア（英語版）